# Верёвкины-Шелюты
Верёвкины-Шелюты (бел. Вяроўкіны-Шэлюты) — белорусский шляхетский род герба Кальвария.

## Происхождение
Первый известный предок — боярин чечерский Илья Иванович (бесфамильный) получил привилеем от 24 марта 1565 года от великого князя литовского Сигизмунда II Августа пустое сельцо Светиловичи, данное Илье Ивановичу старостой чечерским Юрием Миколаевичем Зеновьевичем, в котором «люди того сельца сего лета вси в поветрие вымерли». «Маеть онъ самъ, жона, дети и потомъки его властные мужъского стану со всимъ, яко ся маеть, держати и вживати, а нам, Господару, будет повиненъ с того служъбу земъскую конъно зброино служити, по тому, яко и инъшые бояре замъку тамошнего Чечерского служать».
Тимофей, Фёдор и Иван Шалюты получили от короля польского и великого князя литовского Сигизмунда III Вазы подтвердительный привилей 5 августа 1625 на имение Светиловичи (Речицкий повет, Минское воеводство), которое было пожаловано их деду Илье Ивановичу Шалюте (в привилее 1625 года назван с фамилией).
Гербовник Несецкого фиксирует родовую легенду, согласно которой родоначальником является Евстахий Шелюта-Верёвкин, выходец со Смоленщины, перешедший на сторону Речи Посполитой в начале XVII века (Русско-польская война 1605—1618). За заслуги в войсках ВКЛ, как будто, получил Светиловичи и клейнот в герб — алебарду, на это, якобы, был королевский привилей.
Князь Пётр Долгоруков в «Российской родословной книге» приводит модифицированную версию Несецкого, родоначальником рода указывает смоленского помещика Евстафия Верёвкина, который получил от Короля Польского и Великого князя Литовского Сигизмунда III вотчину под названием Шелюта.
В документальной родословной Евстафий не фиксируется, если только он не был отцом Тимофея, Фёдора и Ивана. В предании, зафиксированном гербовником Несецкого, смешано несколько разномоментных событий. Имения, называвшегося «Шелюта», также не существовало.

## История рода
Во времена Великого княжества Литовского представители рода выбирались на невысокие шляхетские должности Речицкого повета: будовничий, коморник, крайчий, скарбник, судовый регент, чашник. Владели имениями Светиловичи, Бердыж и Малыничи в Речицком повете.
Род признан в российском дворянстве по Могилевской губернии, со внесением в 6 часть дворянской родословной книги. Довольно значительная часть рода не была утверждена в российском дворянстве и записана в податные сословия. Одна ветвь рода внесена в дворянские родословные книги Гродненской и Киевской губернии (3 часть ДРК).
Существуют ветви рода, представители которых были грекокатолическими, а после запрещения унии — православными священниками.
Владели имениями Светиловичи, Бердыж и Малыничи (все в Рогачёвском уезде Могилёвской губернии). Большинство земли было раздроблено среди многочисленных членов рода, распродано и перешло крестьянам после отмены крепостного права.
В конце XIX — начале XX веков разные представители рода владели имениями:
Могилёвская губерния:
- Бердыж (631 десятина земли);
- Новые Малыничи (100 дес. з.);
- Тихиничи (Гомельский уезд, 150 дес. з.).

Гродненская губерния:
- Барщи-Речица (Кобринский уезд, 216 дес. з.);
- Воротыничи (Кобринский уезд, 80 дес. з.).

Витебская губерния:
Куплены в 1915.
- Гальмуйжа (Двинский уезд, 1057 дес. з.);
- Августово, с урочищами (Двинский уезд, 280 дес. з.).

## Форма фамилий
В XVI веке фамилия записывалась по-старобелорусски в формах Шалюта и Шелюта. В XVII — сер. XVIII в. по-польски — Szeluta, Szelutta. Двойная фамилия — Werewkin-Szeluta, Wereffkin-Szeluto — эпизодически фиксируется в документах с середины XVIII века, причины появления придомка (дополнительная фамилия) не ясны.
При доказательстве дворянства в Могилёвском дворянском депутатском собрании была использована двойная фамилия, с которой род и был утверждён в российском дворянстве.
В XIX веке члены рода использовали фамилии: Верёвкин, Верёвкин-Шелюта, Шалюта, Шалюто, Шелюта, Шелюто, Шелютто.

## Описание герба
В червлёном поле серебряные череп, опирающийся на две кости. Щит увенчан дворянскими шлемом и короной. Нашлемник: алебарда. Намет на щите красный, подложенный серебром.

## Известные представители рода
- Верёвкин, Михаил Лаврентьевич (1825—1896) — архивариус Витебского центрального архива древних актов, подготовил и издал «Историко-юридические материалы, извлеченные из актовых книг губерний Витебской и Могилёвской», 10 выпусков.
- Верёвкин-Шелюта, Аполлинарий Николаевич / Шелюто, Аполинарий (1884—1966) — польский композитор, после 1918 пользовался одной фамилией; внук Петра Михайловича.
- Верёвкин-Шелюта, Евстафий Игнатьевич (?—1855) — полковник российской императорской армии, командир Бородинского егерского полка, погиб при обороне Севастополя в Крымскую войну.
- Верёвкин-Шелюта, Пётр Михайлович / Шелюта Пётр (1811—1894) — участник Восстаний в Польше, Литве и Беларуси 1830—1831. Автор стихотворных воспоминаний о Восстании.
- Верёвкин-Шелюта, Степан Фомич (1796/9—1877) — подполковник российской императорской армии, кавалер ордена Святого Георгия IV класса; брат Флориана Фомича.
- Верёвкин-Шелюта, Флориан Фомич (1800—1867) — генерал-лейтенант императорской российской армии; брат Степана Фомича.
- Шелюта, Леон (1745—1786) — руководитель типографии ордена пиаров в Вильне (1781—1784).
- Шелюта, Францишек-Игнатий (1695?—1783) — секретарь подканцлера Великого княжества Литовского. Дочь Ева — мать Иоахима Лелевеля.
- Шелюто, Николай Андреевич (1906—1984) — художник, заслуженный деятель искусств Украинской ССР.
- Шелютто, Андрей Игоревич — белорусский и российский художник и дизайнер.